# Гірнича промисловість Саудівської Аравії
Гірнича промисловість Саудівської Аравії.
Осн. галузь гірн. промисловості — нафтогазова, в невеликих масштабах ведеться видобуток нерудних корисних копалин.

## Окремі галузі
Нафта і газ. На початку XXI ст. Саудівська Аравія є одним з найбільших у світі виробників і експортерів нафти та природного газу.
Див. Нафтогазова промисловість Саудівської Аравії
Основний продуцент нафти в країні на межі ХХ-XXI ст. — компанія «Арабієн амерікен ойл компані» (АРАМКО). З початку 1970-х років вона знаходиться під контролем уряду Саудівської Аравії, а до цього цілком належала консорціуму американських компаній. У 1992 добувалося близько 1,15 млн т/день, причому 97 % видобутку припадало на АРАМКО. Видобуток нафти ведеться і іншими, дрібнішими компаніями, такими, як японська «Арабієн ойл компані», що діє в прибережних водах недалеко від кордону з Кувейтом, і «Гетті ойл компані», яка видобуває нафту на суші в районі кордону з Кувейтом. У 1996 квота Саудівської Аравії, що визначається ОПЕК, становила близько 1,17 млн т/день.
Найбільші родовища нафти розташовані в східній частині країни, на узбережжі Перської затоки (зокрема, родовище Зулуф) або на шельфі. Важливим чинником розвитку нафтової промисловості є близькі і взаємовигідні відносини, що склалися між АРАМКО і Саудівською Аравією. Діяльність АРАМКО сприяла притоку в країну кваліфікованих кадрів і створенню нових робочих місць для саудівців.
У 2003 р. річний видобуток нафти в Саудівській Аравії оціночно становив 480 млн т — найбільший за останні 20 років. Саудівська Аравія з 2003 р. готова добувати по 9-9.5 млн барелів нафти на добу (450–475 млн т на рік) і може швидко збільшити видобуток до 10-10,5 млн бар./добу (500–525 млн т на рік). [Petroleum Economist. 2003. V.70].
До 2007 р. Саудівська Аравія планує добувати 600 млн тонн нафти на рік. Національна нафтова компанія Saudi Aramco оголосила про свої плани збільшення до 2007 року нафтовидобутку до рівня 11–12 млн бар./добу (до 600 млн т на рік). При цьому видобуток із нових відкритих родовищ складе близько 1,75 млн бар./добу [Petroleum Economist. 2003. V.70, Р. 6].
Нафта, що забезпечує основні надходження від експорту, постачається в США, Японію і Західну Європу.
З 1999 р. в Саудівській Аравії почалося здійснення широкомасштабної програми гірничо-розвідувальних робіт на газ. Компанія Saudi Aramco пробурила серію газових свердловин (Манджура, Харадх, Вакр, Шама, Шаден, Вудайхі і Тінат) на сході і в центральній частині країни. У вересні 2000 р. у свердловині Газаль-1 (Ghazal-1), пробуреній за 150 км на схід від м. Ріяд на південному фланзі родовища Гавар, отримані притоки в 1,1 млн м³/добу газу і 632 т/добу конденсату.
Участю в розвитку видобутку саудівського газу цікавляться російська компанія Газпром і міжнародні корпорації Exxon/Mobil і Shell. Exxon/Mobil планує працювати на родовищі Південний Гавар, Shell — освоювати родовища Шайба.
Золото, срібло, мідь. Ще в I тис. до н. е. жителі Аравійського півострова добували золото, срібло і мідь на родовищах, розташованих приблизно за 290 км до північного сходу від Джідди. В наш час ці родовища знову розробляються, і в 1992 тут було видобуто близько 5 т золота. У 1990-х рр. роботи велися на родовищі руд золота (Махд-ед-Дахаб).
Державна компанія Maaden експлуатує золотодобувні підприємства Mahd Ad Dhahab і Sukhaybarat. У 2000 р. компанія ввела в експлуатацію підприємство Al-Amar продуктивністю по руді 1 тис. т/добу. Запаси руди в гірському відведенні підприємства оцінюються в 2,7 млн т з середнім вмістом Au 12 г/т. У 2000–2001 рр. стали до ладу підприємства Al-Hajjar на родов., запаси якого оцінюються в 2,6 млн т руди з середнім вмістом Au 2,6 г/т.
Нерудні корисні копалини видобувають в Саудівській Аравії для місцевих потреб. Найрозвиненіший видобуток вапняків і глин — сировини для цементної промисловості. Видобуток цементної сировини ведеться відкритим способом в районах діючих цементних заводів в рр. Хуфуф, Ер-Ріяд, Ель-Джубайль, Бурайда, Табук, Янбу. Гіпс, який добувають відкритим способом на родовищі Ель-Кібріт, Макна і Ель-Карім, використовується для потреб внутрішнього ринку. В кінці ХХ ст. діє близько 80 кар'єрів по видобутку мармуру — родовища Джебель-Ханука, Джебель-Хавар, Джебель-Наїм, Джебель-Будайя, Джебель-Хата, Ваді-Тураба, Джебель-ет-Тіррад і інш. Нерудні будівельні матеріали добувають в районі м. Джідда (100 кар'єрів), облицювальний камінь з габро, гранітів і андезитів — в різних районах країни.
Інші корисні копалини. У 1990-х рр. роботи велися на родовищах заліза (Ваді-Сававін), кольорових металів (Ель-Масане, Джебель-Саїд, Нукра), бокситів (Ез-Забіра), фосфоритів (Турайф-Сірхан).
З 1996 р здійснюється проєкт «Джаламід», який передбачає освоєння однойменного і групи родовищ фосфатів. У 1990-х рр. це найбільший проєкт у світі. Підтверджені запаси родовища — 213 млн т руди при середньому вмісті Р2О5 21%. Роботи на родовищі веде компанія Ma'aden з Саудівської Аравії. Поряд з родовищем Джаламід було відкрите ще одне велике родовище Умм-Вуель з запасами — 200 млн т руди із вмістом Р2О5 15–20 %. Будівництво рудника планувалося почати в 2001–2002 р.
Передбачається будівництво боксито-глиноземно-алюмінієвого комплексу на базі бокситового родовища Ез-Забіра, розташованого у віддаленому неосвоєному районі на півночі країни, в провінції Касім, за 180 км на північ від м. Бурайда і за 615 км від порту Джубайль. Комплекс включає бокситовий рудник продуктивністю 3,4 млн т/рік, глиноземний завод потужністю 1,4 млн т/рік і алюмінієвий завод потужністю 620 тис. т первинного алюмінію на рік. Проєкт здійснює державна компанія Saudi Arabian Mining Company (Ma'aden).

## Гірничо-геологічна служба. Підготовка кадрів
Вивченням геологічної будови і корисних копалин країни відає Генеральний директорат мінеральних ресурсів, що входить до складу Міністерства нафти і мінеральних ресурсів. Структурно він має геологічний департамент, що включає відділи петрології і мінералогії, геологічного картування, геофізики, геохімії, економічної геології, і департамент технічного обслуговування. Геологічними дослідженнями і розвитком мінерально-сировинної бази в країні займається також Центр прикладної геології «ЮНЕСКО», заснований в 1970. Геолологічні кадри готуються в трьох вишах: у Королівському університеті та вищих геологічних школах міст Ер-Ріяд і Дахран, а також за рубежем.